# عبد الواحد الرستماني
عبد الواحد الرستماني (ولد في 1933 - توفى في 3 نوفمبر 2016) كان رجل أعمال إماراتي ومؤسس مجموعة عبد الواحد الرستماني.

## المسيرة المهنية
ولد عبد الواحد الرستماني في دبي في عام 1933. كان والده يعمل في التجارة. بدأ عبد الواحد حياته العملية بالعمل لدى حكومة دبي في الخمسينيات، ثم أسس مكتبة صغيرة مع شقيقه عبد الله الرستماني في عام 1954 والتي كانت من أولى المكتبات المختصة ببيع الكتب في دبي. وبعدها بثلاث سنوات أسس الشركة التجارية المركزية التي اختصت بأعمال تجارية مختلفة، وفي 1968 أسس شركة العربية للسيارات، وفي 1981 أسس شركة الرستماني للعقارات، وفي 1982 توسعت أعماله في مجال السيارات مع إبرامه عقد شراكة مع شركتي نيسان وإنفينيتي، وفي أواخر التسعينيات أسس شركة عبد الواحد الرستماني لومينا، ومع مطلع الألفية الجديدة توسعت أعمال مجموعة شركاته وأبرم عقودًا مع شركات عالمية مثل عقد شراكة مع شركة أوراكل، وفي 2006 أسس شركة شفت تكنولوجيز، وفي 2010 دخل السوق السعودية والهند، ثم دخل أسواقًا أخرى وتوسعت أعمال مجموعته على مدار السنوات التالية بمساعدة أفراد عائلته.
قدرت مجلة فوربس ثروته بنحو 1.3 مليار دولار في عام 2016.

## الوفاة
توفى فجر الخميس الموافق 3 نوفمبر 2016 عن عمر ناهز الـ 83 عامًا.